# Кабукі

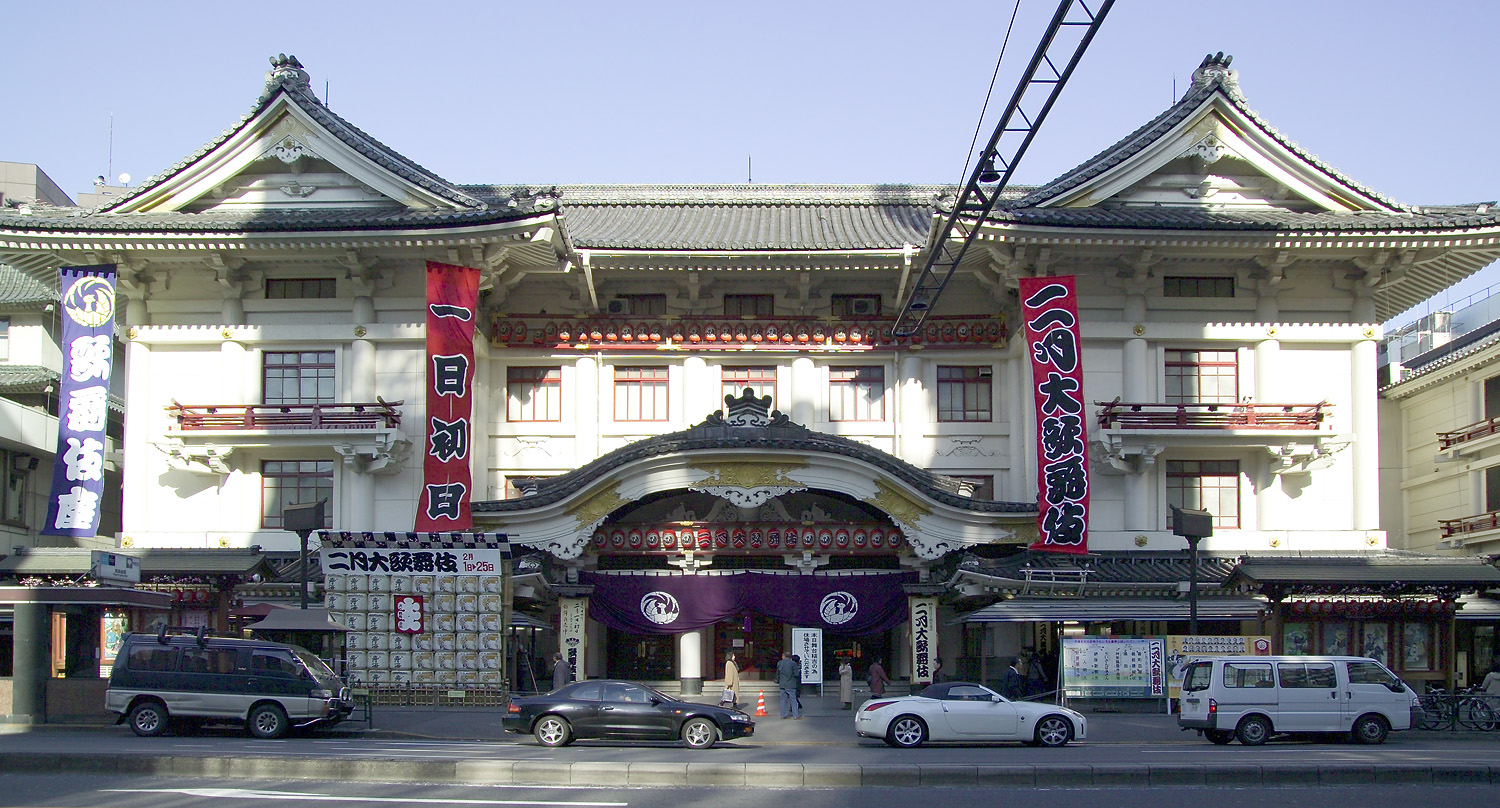
Будинок театру кабукі у Ґіндзі, Токіо.

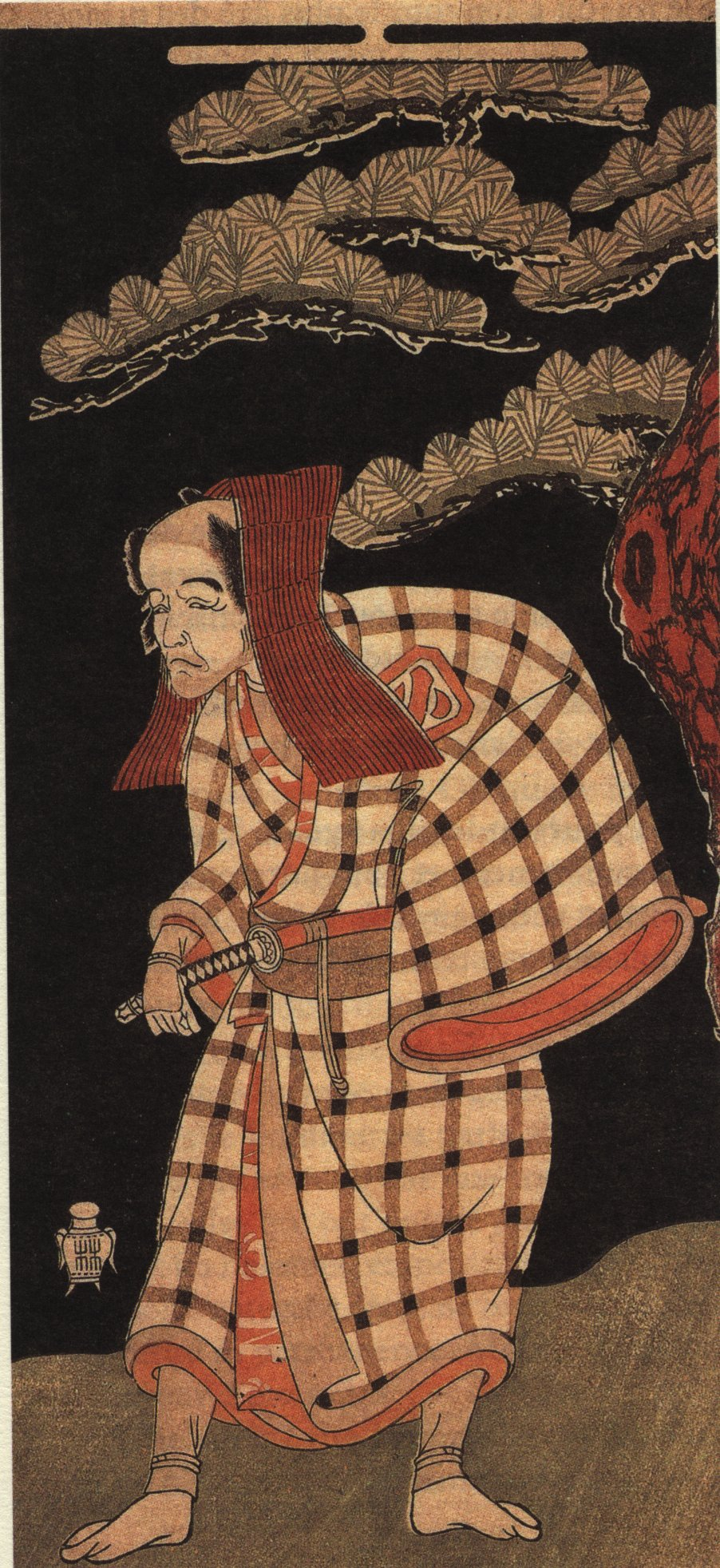
Актор кабукі Кацукава.

Кабукі (яп. 歌舞伎, букв. «пісня, танець, майстерність») — один з видів традиційного театру Японії. Становить синтез співу, музики, танцю і драми, виконавці використовують складний грим і костюми з потужним символічним навантаженням.

## Історія

### Зародження
Жанр кабукі утворився в XVII столітті на основі народних пісень і танців. Початок жанру поклала Окуні, служниця святилища Ідзумо Тайся, котра у 1602 р. стала виконувати новий вид театралізованого танця у висохлому руслі ріки неподалік Кіото. Жінки використовували жіночі та чоловічі ролі в комічних п'єсках, сюжетами яких були випадки з повсякденного життя. Новий жанр швидко став популярним, Окуні навіть запрошували виступати перед Імператорським двором. На гребні успіху нового виду театрального мистецтва почали виникати конкуруючі трупи, що дало початок зародженню театра кабукі, як сполучення драматичного і танцювального мистецтва, в якому всі ролі виконувалися жінками.
Спочатку, кабукі ставив переважно  грубі та непристойні вистави; багато акторок вели аморальний спосіб життя. Через це для назви кабукі іноді використовували омонім (яп. 歌舞妓, кабукі, «театр співаючих і танцюючих куртизанок»).

### Період з 1629 по 1652
Дещо груба і, навіть, шалена атмосфера театральних вистав кабукі привернула до себе увагу сьоґунату Токуґава, і в 1629 році, у цілях збереження суспільної моралі, жінкам було заборонено виступати на сцені. Деякі історики вважають, що уряд також був занепокоєний популярністю вистав, що висвітлювали життя звичайних людей, а не героїв давнини, і скандалами, пов'язаними з кабукі, у які були втягнені деякі урядовці.
Через велику популярність кабукі, місце жінок-виконавиць ролей зайняли юнаки. Разом з цим змінився і характер вистав — більше уваги приділялося драматичному мистецтву, ніж танцю. Однак, це мало вплинуло на моральну сторону вистав, до того ж хлопці-актори були не менш доступні для публіки, ніж їх попередниці. Вистави часто припинялися бешкетами, що змусило сьоґунат заборонити виступи юнаків на сцені кабукі в 1652 році.

### «Чоловічий» період
З 1653 року в трупах кабукі могли виступати тільки зрілі чоловіки, що спричинило розвиток витонченого, глибоко стилізованого виду кабукі — яро-кабукі (яп. 野郎歌舞伎, яро: кабукі, «шахрайський кабукі»). Ця метаморфоза відбулася під впливом також популярного в той час в Японії комічного театру кьоґен. Практично до сьогодні всі ролі кабукі виконуються чоловіками. Актори, які спеціалізуються на виконанні жіночих ролей називаються онаґата або ояма (яп. 女形, «[актори] жіночого стилю»). Два інших стилі виконання називаються араґото (яп. 荒事, «грубий стиль») і ваґото (яп. 和事, «м'який, гармонійний стиль»). Серед акторів кабукі існують справжні театральні династії, які спеціалізуються на певних стилях гри.

### Період Ґенроку (1673—1735)
У часи періоду Ґенроку, театр кабукі процвітав. Структура вистав була формалізована, з'явилося багато елементів стилізації. Установилися й типи персонажів. Кабукі і нінґьо: дзьо:рурі (яп. 人形浄瑠璃, ляльковий театр, що пізніше набув слави під назвою бунраку) тісно асоціювалися один з одним і впливали один на одного. Відомий сценарист Тікамацу Мондзаемон, один з перших професійних авторів п'єс кабукі, створив декілька вистав, що справили величезний вплив на розвиток театру, хоча, п'єса Сонедзакі Сіндзю: (яп. 曽根崎心中, «самогубства закоханих в Сонедзакі»), яка вважається найзнаменитішою із його робіт, спочатку була написана для театре бунраку. Як і безліч інших п'єс для бурнаку, Сонедзакі Сіндзю була адаптована для театра кабукі і спричинила безліч наслідувань — вона породила так багато наслідувачів-самогубців у житті, а не на сцені, що уряд заборонив постановку п'єс сіндзю моно (про обопільне самогубство закоханих) в 1723 році. Цей же період характеризується появою мови поз міе (яп. 見得) і гриму кумадорі (яп. 隈取り), створених Ітікавою Дандзюро.
На середину XVIII століття кабукі утратив популярність, а бунраку зайняв місце найважливішого для представників нижчих класів суспільства жанру мистецтв (почасти, завдяки появі декількох талановитих вистав бунраку). Розвиток кабукі не відзначався нічим особливим до кінця XVIII століття, коли театр почав повертати собі колишню популярність.

### Кабукі післяРеставрації Мейдзі
У 1868 році, із падінням сьоґуната Токуґава, скасуванням класового розподілу японського суспільства (і, як наслідок, скасуванням стану самураїв), а також відкриттям країни для Заходу, в Японії почалися грандіозні соціально-культурні зміни. Це стало імпульсом до відновлення колишньої слави кабукі. Поки японська культура пристосовувалась до відсутності національної ізоляції, актори уживали всі заходи для збільшення зацікавленості до кабукі серед вищих верств суспільства і для пристосування традиційного театрального жанру до сучасних смаків. Заходи ці завершилися успіхом — одного разу вистава театра була дана імператору Мейдзі.
Під час Другої Світової війни бомбування знищили багато будівель театрів кабукі. Окупаційна американська адміністрація заборонила театральні вистави після закінчення війни. Заборона була знята в 1947 році і вистави продовжилися.

### Кабукі у теперішній час
У сучасній Японії кабукі лишається доволі популярним жанром — він найпопулярніший вид театрального мистецтва серед усіх традиційних японських драматичних жанрів. Багато провідних акторів кабукі часто знімаються у кіно і на телебаченні (відомий актор-онаґата Бандо Тамасабуро V зіграв декілька ролей (у тому числі й жіночих) у кінофільмах).
У деяких театральних трупах жіночі ролі знов стали виконувати жінки, а після Другої світової війни був сформований повністю жіночий колектив кабукі Ітікава Кабукі-дза. Пам'ять засновниці жанру, Окуні, була увічнена в статуї в кіотському районі Понтотьо у 2003 році.
24 листопада 2005 року кабукі ввійшов у «Третю Декларацію шедеврів усного спадку людства» ЮНЕСКО.

## Елементи кабукі
Сцена в театрі кабукі має своєрідну будову. Її авансцена ханаміті (яп. 花道, букв. «квіткова стежка»), якою актори виходять на сцену та з неї під час театрального дійства, розташована просто у глядацькому залі.
Театри кабукі були покращені технічно, отримали сцени, що обертаються, механічні люки, що з'явилися у XVIII столітті, і т. д., що значно підвищили ефектність театральних вистав.
В кабукі, як, втім і в деяких інших традиційних японських театрах, зміна декорації відбувається часом прямо посеред акту, актори продовжують грати, а завіса не опускається. Робітники сцени (куроко, яп. 黒子), одягнені у чорне і вважаються «невидимими», у цей час спішно міняють антураж.
Театр кабукі у теперішній час складається із трьох типів вистав:
- Дзідаі-моно (яп. 時代物) — «історичні» п'єси, створені до періоду Сенґоку
- Сева-моно (яп. 世話物) — «простонародні», створені після періоду Сенґоку
- Сьоаґото (яп. 所作事) — танцювально-драматичні п'єси.

Важливими особливостями кабукі є «мова поз», міе, за допомогою якого актор виводить на сцені свого персонажа; грим кесьо, який додає необхідної стилістики персонажу, роблячи його легко впізнаним навіть для не досвідчених у театральному мистецтві глядачів. Рисову пудру використовують для білої основи гриму, в той час, як кумадорі увиразнює або підсилює риси обличчя актора, для створення «маски» тварини або надприродної істоти.